# Арджанско езеро
Арджанското езеро или Арджанският гьол (на гръцки: Λίμνη Αρτζάν, Лимни Ардзан) е малко езеро в Егейска Македония, Гърция. Разположено е на територията на дем Пеония на левия бряг на река Вардар (Аксиос).

## История
Езерото е било блато на реките Гьолая (Арджан) и Селемлийска. Било е дълго 15–20 m и широко няколко километра.
В края на XIX - началото на XX век езерото служи за убежище на четите на ВМОРО, тъй като в Кукушко няма високи планини и гъсти гори. Върху преплетените коренища на гъстата тръстика, растяща по по-плитките места на езерото, четниците си правят колиби, до които се достига по тесни водни канали, известни само на най-доверените хора. В гьола винаги се поддържа запас от хранителни припаси за потърсилите убежище. Турските власти дълго време не подозират за укритието, но и когато разбират, скривалищата остават все така неизвестни и недостъпни за тях. Нееднократно те правят опити за унищожаването на комитското свърталище – пръскат с пожарникарски помпи тръстиките с газ (петрол) и се мъчат да ги подпалят, обстрелват с артилерия тръстиковите площи, но напразно.
При подготовката на Илинденско-Преображенското въстание, от началото на 1903 година всред езерото се изграждат складове за храни, фурни от камък и тухли за печене на хляб и колиби за четниците, като специален човек от ръководството на комитета е натоварен с продоволствието. За четата на Кръстьо Асенов, както и за всички по-раншни и по-нататъшни кукушки чети, езерото е главна база. След сражения през пролетта на 1903 година четата му се добира през юни до езерото, където вече е местната чета на Трайко Йотов, пристига и тази на Гоце Нисторов. Тази сборна чета на Кръстьо Асенов наброява над 200 души. Турската войска (12 – 15 хилядна дивизия) прави обсада и след повече от три седмици, при привършване на хранителните запаси, четниците успяват да се измъкнат нощем през кордона.
В 1904 година, след Илинденско-Преображенското въстание, на Арджанското езеро се провежда Арджанският конгрес, околийски конгрес на ВМОРО, на който е избрано ново ръководство на Кукушката революционна околия.
Езерото е почти напълно пресушено в 1928 – 1932 година.

## Възстановяване
В началото на XXI век на мястото на езерото е създаден язовир, наричан Арджанско езеро (Λίμνη Αρτζάν) или Драгомирско езеро (Λίμνη Βαφειοχωρίου). Дигата на езерото е 8 m, а водата му идва от реките Гьолая и Селимлийска. Дълбочината му варира от 3 до 6 m. Площта му е 1,4 km2. Има формата на трапец със страни 960 m, 400 m, 1700 m и 1970 m и максимална дължина (диаметър) 2100 m. Това е 19-то по големина изкуствено езеро в Гърция и третото по голмина езеро в дем Кукуш след Дойранското езеро и Горчивото езеро. Във водите му сезонно живеят различни видове прелетни птици, като сребристият пеликан, тъй като езерото е основна спирка по миграционните пътища на птиците. Езерото е посещавано от любителите на природата в района.